# Чаннинг (Техас)
Чаннинг (англ. Channing) — город в США, расположенный в северо-западной части штата Техас, административный центр округа Хартли. По данным переписи за 2010 год число жителей составляло 363 человека, по оценке Бюро переписи США в 2018 году в городе проживало 265 человек.

## История

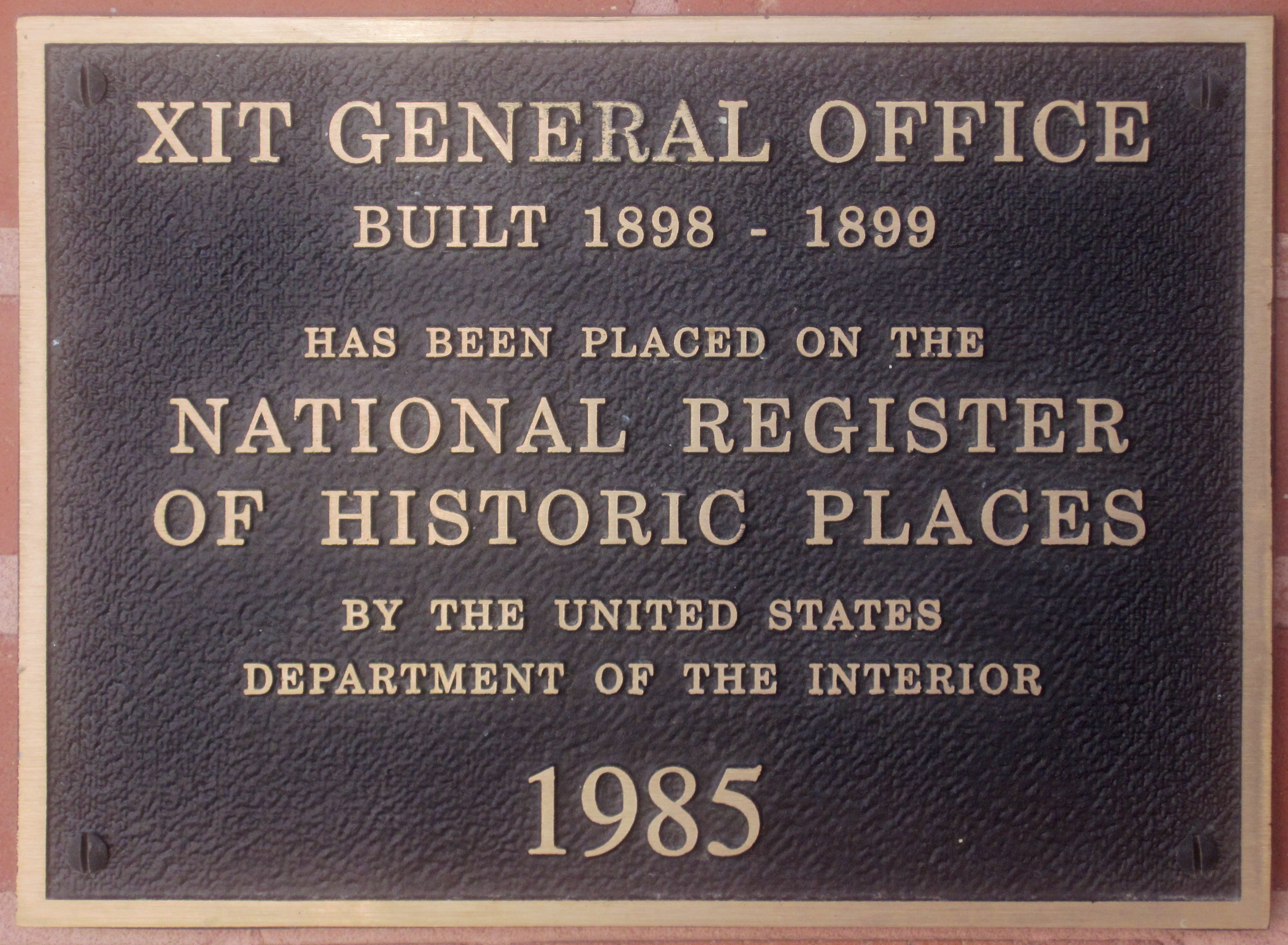
Офис ранчо The XIT Ranch занесён в Национальный реестр исторических мест США.

Город был построен у железной дороги Fort Worth and Denver City Railway в 1888 году и первоначально назывался Риверс в честь казначея железной дороги Джорджа Чаннинга Риверса, однако, поскольку в Техасе уже был город с таким названием, в том же году поселение переименовали в Чаннинг. В 1891 году в городе, бывшем в то время штаб-квартирой ранчо XIT Ranch, был размечен деловой квартал. К 1900 году в поселении работало две лесопилки, три магазина и школа. В городе было несколько салунов, однако вскоре их решили закрыть. Для того, чтобы заменить Хартли на посту административного центра округа, Чаннингу потребовалось два референдума. Первый прошёл в ноябре 1896 года, а второй в мае 1903. В 1906 году женский клуб города организовал первую в Техасском выступе общественную библиотеку.
В 1911 году прекратило существование ранчо XIT Ranch и город некоторое время жил на доходы от продажи обширной территории ранчо. 6 сентября 1931 года в городе произошёл один из крупнейших пожаров, уничтоживший несколько деловых зданий в центре города. Тем не менее, к 1940 году у Чаннинге работали старшая школа, три церкви и пять предприятий, в числе которых установка для измельчения вулканических шлаков и завод по производству шлакоблоков. В 1960 году город получил устав. началось формирование органов местной власти. Город стал транспортным и торговым центром, основными источниками дохода являлись зерновые культуры, корма и домашний скот.

## География
Чаннинг находится в юго-восточной части округа, его координаты: 35°40′55″ с. ш. 102°19′56″ з. д..
Согласно данным бюро переписи США, площадь города составляет около 2,6 км2, полностью занятых сушей.

### Климат
Согласно классификации климатов Кёппена, в Чаннинге преобладает семиаридный климат умеренных широт (BSk).
| Показатель                    | Янв.  | Фев.  | Март  | Апр. | Май  | Июнь | Июль | Авг. | Сен. | Окт. | Нояб. | Дек.  | Год   |
| ----------------------------- | ----- | ----- | ----- | ---- | ---- | ---- | ---- | ---- | ---- | ---- | ----- | ----- | ----- |
| Абсолютный максимум, °C       | 26,7  | 32,8  | 35,6  | 31,7 | 33,9 | 41,7 | 40   | 41,1 | 39,4 | 31,7 | 34,4  | 26,7  | 41,7  |
| Средний суточный максимум, °C | 10,3  | 13,5  | 20,3  | 21,7 | 25,9 | 31,9 | 32,5 | 33,8 | 29,7 | 22,3 | 17,2  | 13,1  | 22,7  |
| Средняя температура, °C       | 2,3   | 4,7   | 10,4  | 13,3 | 17,7 | 23,3 | 24,9 | 25,9 | 21,9 | 14,2 | 9,1   | 4,9   | 14,4  |
| Средний суточный минимум, °C  | −5,1  | −4,1  | 0,6   | 4,6  | 9,4  | 14,7 | 17,4 | 17,3 | 14,1 | 5,8  | 1     | −3,1  | 6,1   |
| Абсолютный минимум, °C        | −22,8 | −26,1 | −14,4 | −5   | −2,8 | 5    | 9,4  | 10,6 | 5    | −6,7 | −16,7 | −12,8 | −26,1 |
| Норма осадков, мм             | 7     | 14    | 17    | 59   | 58   | 62   | 72   | 50   | 66   | 19   | 30    | 8     | 463   |
| Источник: weatherbase.com     |       |       |       |      |      |      |      |      |      |      |       |       |       |

## Население
Согласно переписи населения 2010 года в городе проживало 363 человека, было 138 домохозяйств и 103 семьи. Расовый состав города: 92 % — белые, 0 % — афроамериканцы, 0,6 % — коренные жители США, 1,7 % — азиаты, 0 % — жители Гавайев или Океании, 4,4 % — другие расы, 1,4 % — две и более расы. Число испаноязычных жителей любых рас составило 11,8 %.
Из 138 домохозяйств, в 42 % живут дети младше 18 лет. 65,9 % домохозяйств представляли собой совместно проживающие супружеские пары (30,4 % с детьми младше 18 лет), в 7,2 % домохозяйств женщины проживали без мужей, в 1,4 % домохозяйств мужчины проживали без жён, 25,4 % домохозяйств не являлись семьями. В 23,9 % домохозяйств проживал только один человек, 12,3 % составляли одинокие пожилые люди (старше 65 лет). Средний размер домохозяйства составлял 2,63 человека. Средний размер семьи — 3,12 человека.
Население города по возрастному диапазону распределилось следующим образом: 29,8 % — жители младше 20 лет, 22,3 % находятся в возрасте от 20 до 39, 34,2 % — от 40 до 64, 13,7 % — 65 лет и старше. Средний возраст составляет 38,4 года.
Согласно данным пятилетнего опроса 2018 года, медианный доход домохозяйства в Чаннинге составляет 46 691 доллар США в год, медианный доход семьи — 46 417 долларов. Доход на душу населения в городе составляет 19 685 долларов. Около 14,1 % семей и 17,7 % населения находятся за чертой бедности. В том числе 41,5 % в возрасте до 18 лет и 3,4 % старше 65 лет.

## Местное управление
Управление городом осуществляется мэром и городской комиссией.
Другими важными должностями, на которые происходит наём сотрудников, являются:
- Городской секретарь
- Городской юрист
- Шеф пожарной охраны

## Инфраструктура и транспорт
Основными автомагистралями, проходящими через Чаннинг, являются:
- автомагистраль 385 США идёт с севера от Далхарта на юг к Веге.
- автомагистраль 354 штата Техас начинается в Чаннинге и идёт на восток к пересечению с автомагистралью 152 штата Техас неподалёку от Стиннета.

Ближайшим аэропортом, выполняющим коммерческие рейсы, является международный аэропорт Рика Хасбанда в Амарилло. Аэропорт находится примерно в 100 километрах к юго-востоку от Чаннинга.

## Образование
Город обслуживается независимым школьным округом Чаннинг.